# Islandiana flavoides
Islandiana flavoides är en spindelart som beskrevs av Ivie 1965. Islandiana flavoides ingår i släktet Islandiana och familjen täckvävarspindlar. Inga underarter finns listade i Catalogue of Life.